# 湯漬け
湯漬け（ゆづけ）とは、米飯に熱い湯をかけて食べる食事法、またはその食べ物自体を指す日本の呼称。湯漬け飯（ゆづけめし）の略。湯漬とも表記する。
これに対して、冷水をかけて食べる場合を水飯（すいはん）と呼ぶ。
インド・バングラデシュではパンタバート(ベンガル語: পান্তা ভাত pàntà bhàt ;アッサム語: পঁইতা ভাত poĩta bhat )もしくはパハラ(オリヤー語:ପଖାଳ Pakhāḷa)と呼ばれる同様の食事法が存在する。また、タイ王国の宮廷料理「カオチェー」は、堅めに炊いたジャスミン米を水洗いした上、ジャスミンの香りをつけた水をかけて食べるものである。

## 概要
茶漬けの原型とされる。茶漬けが一般化するのは、煎茶が日本全国で流通するようになった江戸時代中期以後とされる。
現代のように炊き上がった飯を保温する技術がなかった時代、炊き立ての飯は時間の経過ともに飯櫃の中で冷える一方だった。温度の下がった冷や飯は、水分も減少し、デンプンが老化するために、炊きたての食感が失われてしまう。この冷や飯を美味しく食べる手段として、簡便に飯の水分を補う（湯をかける場合はデンプンの再糊化をも助ける）湯漬け・水飯は有用であった。
『古事類苑』飲食部（五「飯」）には、「水飯は、夏季飯を冷水に漬け、或いは乾飯を湯又は水に浸し、和げて食するを云ふ、飯を湯漬にすることは古くより有り、湯漬は強飯を用ゐず、常の飯を用ゐしなるべし」（※原文は片仮名書き・文語体）と記され、『今昔物語集』（二八ノ二三）にも「冬は湯漬、夏は水飯にて御飯を食すべきなり」（※原文は片仮名書き・文語体）と記されている。
中世・近世において湯漬け・水飯は、公家・武家を問わずに公式の場で食されることが多かった。そのため、湯漬け・水飯を食べるための礼儀作法が存在した。平安時代に橘広相が撰したとされる『侍中群要』には、湯漬けの出し方について論じた箇所がある。江戸時代の文化9年に書かれた『小笠原流諸礼大全』には、「湯漬は洗ひ飯にして椀に盛て出すゆへ、箸にて少し中を崩して湯を七分に受くべし」とか、湯漬は最初は香の物から食し、中の湯は御飯を食べている際にはすすらずに食後にお茶ばかりを受けて飲むことなどが記されている。
懐石では、客が各自で使った飯茶碗を洗うために、お焦げに湯を注いで作った湯桶で湯漬けを作る作法がある。

## 通史
乙巳の変の折、蘇我入鹿の暗殺を命じられた佐伯子麻呂と葛城稚犬養網田が、宮中におもむく前、水をかけた飯を食べて臨んだ、という逸話が『日本書紀』における記述にみられることから、少なくとも飛鳥時代までには、上流社会においてこの食べ方が一般的であったことをうかがい知ることができる。
平安時代には、文学作品中に湯漬けが登場する。『源氏物語』常夏の巻には、光源氏が水飯を食べるシーンが登場する。『今昔物語』や『宇治拾遺物語』には、肥満に悩む貴族・三条中納言と湯漬け・水飯の逸話が登場する。史実としては、『北山抄』（三「大饗事」）には、新任の大臣が行う大饗において、季節に合わせて水飯か湯漬を出すことが記され、『江家次第』（三、御斎会竟日）では、御斎会竟日（最終日、通常は旧暦1月14日がこれにあたった）に参列した僧侶に湯漬が出されたことが記されている。藤原道長が仏事・法要の際に僧侶に湯漬を振舞ったことが、『御堂関白記』や『大鏡』に記されている。
鎌倉時代から戦国時代末期まで、特に冬季において武士は湯漬けを常食としていたとされる。足利義政は、昆布や椎茸で出汁を取った湯を、水で洗った飯にかける湯漬け（現在で言う出汁茶漬け）を特に好んだとされる。伊勢貞丈の『貞丈雑記』には、室町時代の故実として酒に酔った足利義政のために湯漬けが出されたことが記されている。更に永禄4年（1561年）の足利義輝の三好義長邸訪問について記された『三好邸御成記』にも「湯漬の膳」が存在している。織田信長も手早く食べられる湯漬けを好み、出陣の前に食べたという言い伝えがある。
山形県の郷土料理に、洗った飯に冷水をかけて食べる「水まま」がある。